# Atomkraft
Atomkraft is een Britse metalband, die actief was van 1981 tot 1988 en daarna weer bij elkaar kwamen in 2005.

## Artiesten
- Tony "Demolition Man" Dolan - basgitaar, zang
- Payre Hulkoff - gitaar
- Steve Mason - drums

## Vroegere leden
- Ian Swift - zang
- Rob Matthews - gitaar
- D.C. Rage - basgitaar
- Ged Wolf - drums

## Discografie
- 1985 - Future Warriors (Neat)
- 1986 - Queen Of Death (EP, Neat)
- 1987 - Conductors Of Noise (Neat)
- 2004 - Total Metal - The Neat Anthology (dubbel-cd, Sanctuary)